# 西丸帯刀
西丸 帯刀（さいまる たてわき、文政5年3月15日（1822年5月6日） - 大正2年（1913年）12月31日）は、江戸時代後期（幕末）の尊皇志士。水戸藩郷士。位階は従五位。西丸氏は佐竹氏の庶流で、本姓は源氏である。幼名は義勝、諱は亮、号は松陰。
帯刀は常陸国北部磯原村（現・茨城県北茨城市）の旧族郷士野口氏の出身で、野口北溟の次男として生まれた後、大津村の郷士西丸勇五郎義則の養子となり、養父の女よしを妻としたという。
磯原村の野口氏は、徳川綱條の代に野口市蔵が郷士に取り立てられて以来続く家柄であり、西丸氏は旧常陸守護佐竹氏の庶家という家柄で大津村の旧族郷士という、ともに佐竹氏時代以来の名門であった。帯刀の生家、養家とも尊王攘夷の家柄ということもあり、早くから尊皇攘夷活動に身を投じた。特に、西丸家は平潟の豪商菊池半兵衛の家とのつながりが強く、その活動範囲は全国に及んだ。長州藩士・桂小五郎らと交わり、丙辰丸の盟約を結んで幕政改革を通じた尊皇派の政権誕生を企図した。長州藩の藩論が固まらず実現に至らなかったが、帯刀は天狗党の乱に呼応するも、付家老中山信宝の兵に攻められたため脱出。戊辰戦争において市川三左衛門追討軍に参加、会津・新潟などを転戦。その後北海道に渡り、箱館戦争にも参戦した。
明治維新後、水戸藩に北海道開拓が許可されると天塩国にて開拓役人として従事、明治3年（1870年）権大属となり開拓責任者となる。しかし、廃藩置県の後、明治5年（1872年）6月、一切の公職を辞して隠棲する。明治40年（1907年）5月27日、従五位に叙せられる。大正2年（1913年）卒去。享年92。菩提寺は北茨城市大津町の長松寺。
なお、童謡詩人として著名な野口雨情の大叔父にあたり、実家の野口家の行く末を憂いて雨情にあてた手紙が残されている。また、孫の西丸哲三に作家・島崎藤村の姪のいさ子が嫁いでおり、藤村の著書『夜明け前』の水戸藩の資料は、いさ子を通じて提供されたといわれている。
西丸四方・島崎敏樹・西丸震哉は曾孫で、西丸四方の孫が女優の西丸優子。